# Friedrich von Teuchert-Kauffmann
Friedrich Felix svobodný pán von Teuchert-Kauffmann (německy Friedrich Felix Freiherr von Teuchert-Kauffmann, Edler von Traunsteinburg) (17. ledna 1831 – 30. září 1913 Innsbruck) byl rakousko-uherský generál, adoptivní syn generála Friedricha Teucherta (1797–1872). Jako nižší důstojník se vyznamenal ve válce se Sardinií (1859), později řadu let sloužil jako velitel pluku v Olomouci, krátce působil také v Praze. Svou kariéru završil jako zemský velitel v Tyrolsku, respektive 14. armádního sboru v Innsbrucku (1884–1891). Do penze odešel v roce 1891 v hodnosti polního zbrojmistra, mimo aktivní službu byl později povýšen na generála pěchoty (1908).

## Životopis
Narodil se jako starší syn c. k. generálmajora Franze Kauffmanna z Traunsteinburgu (1777–1838) a jeho manželky Anny Rosalie, rozené d'Elvert (1809–1884). Později byl adoptován druhým manželem své matky generálem Friedrichem Teuchertem a přijal jméno Teuchert-Kaufmann (1860). Od mládí sloužil v armádě, v roce 1859 se jako nadporučík zúčastnil války se Sardinií. V roce 1866 byl již plukovníkem a velitelem pěšího pluku č. 37 v Olomouci, kde byl později i brigádním velitelem a také se tu oženil.
V roce 1873 byl povýšen na generálmajora a nadále působil v Olomouci. V roce 1878 získal hodnost polního podmaršála a poté byl divizním velitelem pěchoty ve Lvově, později byl přeložen do Prahy jako zástupce zemského velitele v Čechách. V roce 1883 získal titul c. k. tajného rady s nárokem na oslovení Excelence a v letech 1884–1891 byl velitelem 14. armádního sboru v Innsbrucku, respektive zemským velitelem pro Tyrolsko a Vorarlbersko. V roce 1889 dosáhl hodnosti polního zbrojmistra a k datu 1. dubna 1891 byl penzionován. V soukromí žil nadále v Innsbrucku, kde také zemřel. V roce 1908 ještě získal čestnou hodnost generála pěchoty.
Za zásluhy byl nositelem Řádu železné koruny I. třídy a Řádu železné koruny III. třídy s válečnou dekorací, dále držitelem Vojenského záslužného kříže. V zahraničí obdržel pruský Řád červené orlice III. třídy a nizozemský Řád dubové koruny. Dále byl komandérem papežského Řádu sv. Silvestra a Řádu sv. Řehoře Velikého. Od roku 1883 byl čestným majitelem pěšího pluku č. 88 dislokovaného v Českých Budějovicích.

## Rodina
V roce 1867 se v Olomouci oženil s hraběnkou Agnes Maxmiliánou Belrupt-Tissac (1845–1938), která pocházela ze staré lotrinské rodiny usazené na Moravě a ve Slezsku. Manželství zůstalo bez potomstva. Baronský titul následně přešel na potomstvo Friedrichova mladšího bratra Franze Xavera (1833–1901), který sloužil také v armádě a dosáhl hodnosti plukovníka.
Díky matce měl příbuzenské vazby na vlivnou brněnskou rodinu d'Elvert, jeho strýci byli dlouholetý brněnský purkmistr Christian d'Elvert (1803–1896) nebo prezident Zemského soudu v Brně Friedrich d'Elvert (1812–1901). Bratranec Heinrich d'Elvert (1853–1926) byl dlouholetým poslancem moravského zemského sněmu a říšské rady.